# Dennison (vrachtwagenmerk)
Dennison was een vrachtwagenmerk uit Rathcoole, Ierland en is een opleggerfabrikant uit Naas, Ierland.
Dennison is de marktleider op het gebied van trailers in Ierland. Het heeft een fabriek in Naas, Ierland en Lancaster, Groot-Brittannië. In Naas is ook het fabrieksmuseum gevestigd.
In 1977 richtte George Dennison de vrachtwagenfabriek Dennison op. Voordat het bedrijf begon met het produceren van vrachtwagens was het al geruime tijd actief als trailerbouwer. Het merk Dennison richtte zich vooral op de zwaardere typen trucks. In 1981 stopte het bedrijf vanwege de zware concurrentie binnen Europa met de productie van vrachtwagens.

## Onderdelen
Dennison assembleerde vrachtwagens met onderdelen van bekende merken. Zo werden er motoren gebruikt van Rolls-Royce en Gardner, versnellingsbakken van Fuller, assen van Eaton en uiteindelijk de cabine van het Finse merk Sisu. De fabrikant maakte echter haar eigen chassis.

## Types
Dennison maakte zowel bakwagens als trekker, de verkoop vond enkel in Engeland en Ierland plaats.
- 4x2 aangedreven trekker
- 6x4 aangedreven bakwagen
- 8x4 aangedreven bakwagen